# 奥托·安德松
奥托·安德松（瑞典語：Otto Andersson，1910年5月7日—1977年11月8日），瑞典男子足球运动员，场上位置是后卫。他曾代表瑞典国家队参加1934年国际足联世界杯和1936年夏季奥林匹克运动会。